# Мбози (метеорит)
Мбози е железен, негрупиран метеорит, открит в Танзания, шести по големина в света от известните метеорити.

## Местоположение
Метеоритът се намира в Танзания с координати 9° 7'S, 33° 4'E – на 65 км югозападно от град Мбея, на западния склон на хълма Маренги. Открит е през 1930 г, когато се вижда само върхът му. Намерен е от геодезиста W. H. Nott, който веднага обявява района за източник на неблагородни метали.

## История
Метеоритът Мбози е познат от векове на местните жители, но липсата на легенди, разказващи за внезапното му и несъмнено огнено появяване показва, че той е паднал на Земята много преди пристигането на настоящите жители, т.е. преди хиляди години. В продължение на много векове местните племена приемат Мбози за свещен камък и не говорят за него заради различни табута. Наричат го „кимвандо“, което от суахили се превежда като „метеорит“.
Първоначално част от метеорита е вкопана в земята, но през 1931 г. е частично изкопан и изследван. Направени са снимки, няколко парчета са отрязани и подложени на анализи. През 1962 г. са направени нови, по-подробни анализи и микрофотографии – снимки с високо увеличение с помощта на микроскоп.
През 1967 г. Мбози е обявен от правителството за защитен паметник. И до днес космическият блок е под юрисдикцията на Министерството на антиките на Танзания. За да се разкрие целият, хълмът около него е разкопан, като под метеорита е оставен стълб пръст, който след това е подсилен с бетон, за да служи като основа и да го поддържа в стабилно състояние. Съществуващите неправилни прорези откъм заострения му край са причинени от ловци на сувенири, които успяват да отрежат няколко парчета, въпреки трудността, предвид силата на сцепление на никел-желязото, от което е съставен.

## Описание
При падането си метеоритът е бил достатъчно голям, за да избегне пълното изгаряне при преминаването си през атмосферата и достатъчно малък за да не се взриви при съприкосновението си със земната повърхност. На повърхността не са останали никакви следи от кратер, които е трябвало да бъдат оставени при падането на един толкова голям метеорит. Липсата на такъв кратер може да означава, че е паднал към земята тангенциално и най-вероятно се е търкалял от мястото на катастрофата до сегашното си местоположение.
Метеоритът Мбози е тъмен на цвят заради високото си съдържание на желязо. По него има много добре забележими следи от топене и нагряване до много високи температури, което е следствие от преминаването през горните слоеве на атмосферата. Той е с неправилна форма – удължен и заострен в единия край. Максималната му дължина е 3,25 м, максималната ширина – 1,50 м и максималната височина – 1,20 м. Тъй като формата му е силно неправилна, се появяват трудности при оценката на масата и теглото му. През 1931 г. Грантъм го оценява на 12 – 15 т, а Стенли – на 25 – 27 т. През 1967 г оценката на Sassoon е 12 тона. Днес за меродавна се приема тази на Смитсоновия институт – 16 тона ± 10%. В различни периоди от време от метеорита са отрязани няколко парчета, които се намират в различни колекции по света – 779 г във Вашингтон, 487 г в Темпи, 465 г в Лондон, 326 г в Чикаго, няколко килограма в института „Макс Планк“ в Хайделберг и един фрагмент в Музея за геоложки изследвания в Додома, Танзания.

## Състав
Повечето метеорити, падащи на Земята, се състоят от силикати или каменисти железа, така че метеоритът Мбози е доста необичаен, тъй като се състои главно от желязо (90,45%) и никел (8,69%), с незначителни примеси от мед, сяра и фосфор. Принадлежи към негрупираните железни метеорити. Съдържа силикатни включвания с размери около милиметър. Изследвано е едно от сферичните включвания с размер 3,1 мм, което се състои от мантия и централно ядро от различни минерали. Мантията е от частично разтопено кварцово стъкло и се състои от микроскопични кристали пироксен и плагиоклаз. Сърцевината се състои от силициев диоксид. Силикатът представлява силициева скала, която е разтопена и инжектирана в метала. Топенето е настъпило в началото на историята на метеорита, тъй като металът вече показва нормална видманщетенова структура, само с незначителни изкривявания, причинени по време на движението му в междупланетното пространство.
Метеоритът е значително корозирал. Край него са намерени разпръснати никелови шисти от железен оксид с дебелина до 6 мм – изветрени отломки, пренесени недалеч надолу по склона. Изследваните секции показват средна октаедрична структура от леко изкривени, дълги камаситни ламели с ширина 0,80 ± 0,10 мм. Камаситът е сплав от желязо и 4 – 7 % никел. Твърдостта по Викерс (HV) на типичните камаситови ламели от вътрешността е 215 ± 20, измерена с диамантена пирамида с приложена сила от 100 г. При статичния метод на Викерс се оценява степента на проникване на външно по-твърдо тяло в метала, и в зависимост от приложената сила се определя твърдостта.
Около половината от повърхността на метеорита е покрита с тенит и плесит. Тенитът е сплав от желязо и между 27 и 65% никел. Обикновено образува малки кристали, които се появяват като силно отразяващи тънки ленти по повърхността. Плеситът е фина смес от камасит и тенит, запълваща разстоянията между по-големите камаситени и тенитени плочи. На много места се среща като плътни полета, където мартензитните му частици са ориентирани в многобройни посоки и приличат повече на въглероден мартензит отколкото в много други метеорити. Съдържанието на въглерод е 0,07 – 0,18%, а на фосфор – 0,15%. В състава му са включени и изключително малки количества от характерните за метеоритите минерали троилит, добрелит и шрайберзит.

## Класификация
Метеоритът Мбози е класифициран като негрупиран железен метеорит със съотношение германий:галий > 10, което е аномално свойство за железните метеорити и причината за него не е ясна. Показва сходство с групата IIF железни метеорити, паласитите в групата метеорити Eagle Station и няколко други негрупирани железни метеорити като Bocaiuva в Бразилия.